# Esztergom (comitat)
Esztergom est un ancien comitat de Hongrie.